# 7-ма українська радянська дивізія
7-ма українська радянська дивізія  — військове з'єднання у складі Української радянської армії, з 15 квітня 1919 року в складі 2-ї Української радянської армії.

## Передісторія
24 березня 1919 року Реввійськрада Українського фронту ухвалив рішення про створення 1-ї, 2-ї і 3-ї українських радянських армій і переформування українських радянських дивізій в дев’ятиполкові .

## Історія
15 квітня 1919 року наказом по військах Українського фронту були створені 2-а і 3-я Українські радянські армії.
У  2-у Українську радянську армію увійшли частини Групи військ харківського напряму (управління і 1-ша Задніпровська бригада 1-ї Задніпровської Української радянської дивізії, 2-я окрема бригада, 3-тя Задніпровська бригада 1-ї Задніпровської Української радянської дивізії, Кримська бригада), які були зведені в 2 штатні дивізії .
- 3-я Українська радянська дивізія (колишні Управління дивізії, 1-я Задніпровська бригада 1-ї Задніпровської Української радянської дивізії і інші частини).
- 7-ма Українська радянська дивізія (колишня 3-тя Задніпровська бригада 1-ї Задніпровської Української радянської дивізії і інші частини).

Начальник 3-ї Задніпровської бригади Н. І. Махно призначався начальником 7-ї Української радянської дивізії. . Я. З. Покус був призначений начальником штабу 7-ї Української радянської дивізії.
В квітні-червні 1919 року дивізія вела бойові дії з військами Збройних сил Півдня Росії під командуванням генерала Денікіна - Кавказької Добровольчою армією (до 2 травня 1919) і Донською армією Всевеликого Війська Донського.
6 червня голова  РВР Л.Д.Троцкий видав наказ, в якому оголосив начальника 7-ї Української радянської дивізії Н. І. Махно поза законом «за розвал фронту і непокору командуванню» .
8 червня начальником дивізії був призначений  О.С.Круссер. Дивізія займала ділянку фронту «від Азовського моря до Новоуспенівка».
9 червня О.С.Круссер видав наказ про вступ на посаду начальника дивізії. Загинув в ніч з 9 на 10 червня біля станції Пологи Таврійської губернії при кулеметному обстрілі бронепоїзда, в якому він знаходився.
24 червня Я. З. Покус був призначений командиром 1-ї бригади 7-ї Української радянської дивізії. 
6 липня Я. З. Покус був призначений командиром 3-го полку Окремої Башкирської кавдивизии. 

## Підпорядкування
- 15-27.04.1919: Український фронт, 2-га Українська радянська армія.
- 27.04-4.06.1919:  Південний фронт, 2-а Українська радянська армія.
- 4.06-липень 1919: Південний фронт, 14-я армія.

## Командування
- Н. І. Махно, начальник дивізії (15.04-8.06.1919).
- О. С. Круссер (8-9.06.1919).
- Я. З. Покус, начальник штабу дивізії (15.4-24.6.1919).

## Інші командири
- Командир 1-ї бригади  Яків Захарович Покус (24.06.-6.07.1919).